# M.A.X.
M.A.X.: Mechanized Assault & Exploration — стратегічна відеогра, розроблена і випущена в 1996 році компанією Interplay.
Гра містить велику військову кампанію, 24 однокористувацькі місії і чотири планети з шістьма картами-локаціями на кожній, для налаштовуваних одиночних боїв.

## Зовнішній вигляд
Коли до 1996 року SVGA режим став повсюдним, графічний рушій M.A.X. перевершував більшість доступних на той час ігор. Досить рідко серед стратегій з'являлася можливість безперервного масштабування, яка дає змогу гравцеві, починаючи з огляду майже всієї ігрової карти, плавно наближати камеру до висоти пташиного польоту.

## Сюжет
У далекому майбутньому влада в Галактиці опинилася в руках Конкорду (з англ. — «Співдружність») — об'єднання цивілізацій. Люди живуть на восьми Великих Кораблях — величезних космічних гігантах, сконструйованих Конкордом. Вони перебувають на других ролях у цій величезній Імперії. Найталановитіші проходять через операцію, внаслідок якої їхній мозок уміщують у спеціальну капсулу, і він стає частиною дуже складної машини під назвою M.A.X.-commander (командувач механізованим штурмом та дослідженням), призначення якої — колонізація планет та управління бойовими діями. В їхньому підпорядкуванні перебувають величезні армії, що майже повністю складаються з роботів. І людям набрид такий стан — вони розпочали боротьбу за те, щоб увійти до складу Конкорду на рівних правах.

## Режими гри
- однокористувацький:
  - Тренувальні місії — гравцеві надається 15 місій на вибір, в яких можна випробувати базові можливості, необхідні для гри.
  - Місії для одного гравця — гра з певними передустановками, зазвичай за чисельної переваги ворога.
  - Налаштовувана гра (до чотирьох гравців) — дає змогу провести гру з комп'ютерним противником у рівних умовах.
  - Сценарій — виконання певного набору місій одного гравця пов'язаних спільним сюжетом.
  - Кампанія — виконання довгого набору місій для одного гравця просування основної сюжетної лінії гри.
- багатокористувацький :
  - Гра в локальній мережі
  - Модемна гра
  - З'єднання через COM-port (RS-232)
  - Гра за одним комп'ютером (hotseat)
  - Сценарії для гри за одним комп'ютером

## Mechanized Assault & Exploration 2
У 1998 році вийшло продовження гри під назвою M.A.X. 2 .